# لاسسیرما
لاسسیرما (انگلیسی: Lassirma) یک شهرک در شهرستان بیژبولیاکسکی باشقیرستان کشور روسیه است.